# Do the Oz
Do the Oz är en sång av John Lennon inspelad 1971 och var B-sidan till God Save Oz. Singeln var en insamlingsskiva för att täcka kostnaderna för de anklagade i Oz-rättegången. Lennon och Yoko Ono engagerade sig i fallet och gick i demonstrationståg och skrev två sånger om fallet. Do the Oz finns med på John Lennon Anthology och som bonusmaterial på 2000 års John Lennon/Plastic Ono Band.

## Musiker
- John Lennon - sång, akustisk gitarr
- Ringo Starr - trummor
- Klaus Voormann - bas
- Charles Shaar Murray - akustisk gitarr
- Bobby Keys - saxofon